# Theatops erythrocephalus
Theatops erythrocephalus är en mångfotingart som beskrevs av Carl Ludwig Koch 1847. Theatops erythrocephalus ingår i släktet Theatops och familjen Cryptopidae. Inga underarter finns listade i Catalogue of Life.